# Beach City (Ohio)
Beach City è un villaggio degli Stati Uniti d'America, situato nello stato dell'Ohio, nella contea di Stark.